# Leichtathletik-Weltmeisterschaften 2022/Marathon der Frauen

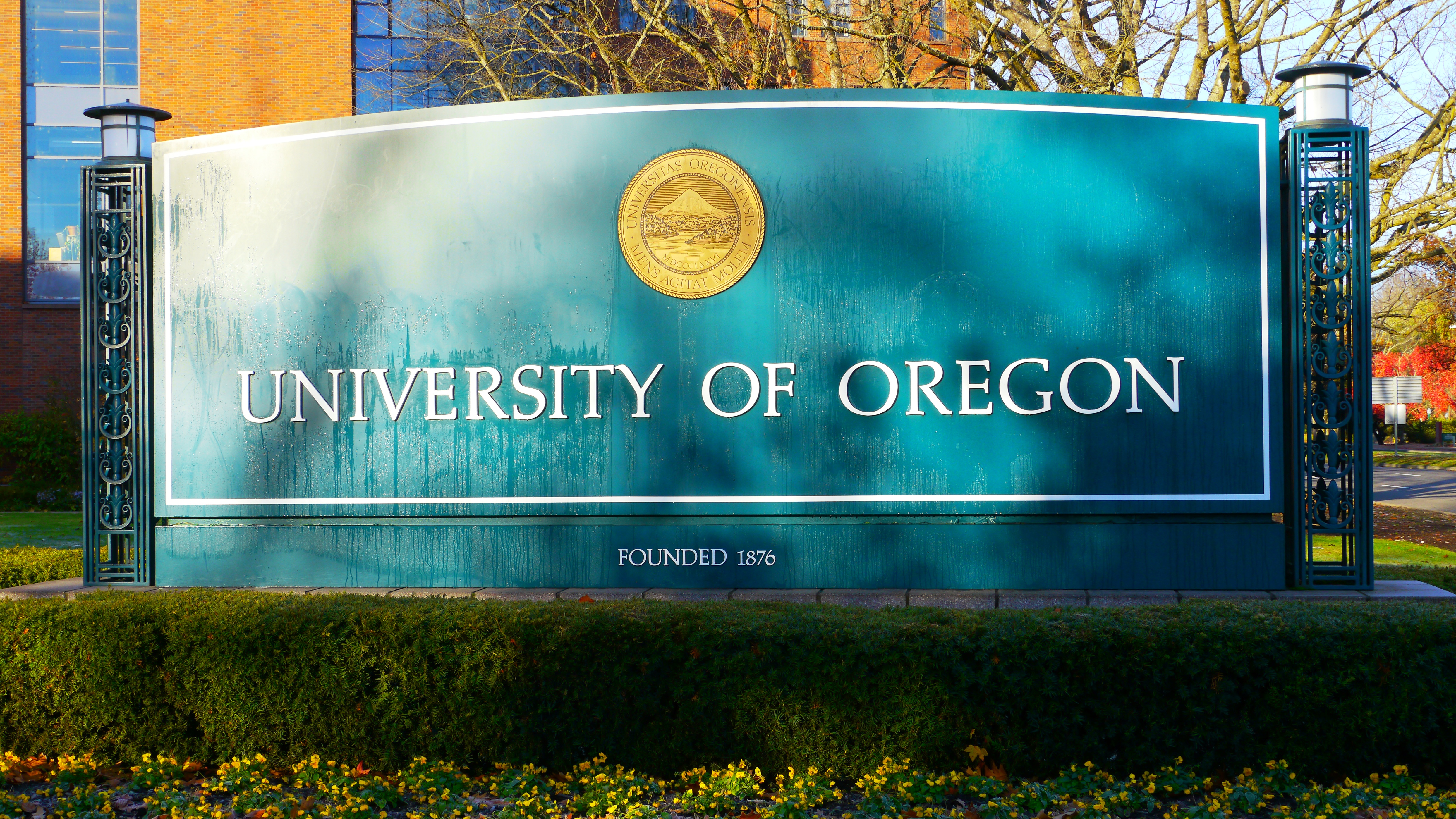
Der Start zum Marathonlauf erfolgte an der Universität von Eugene

Der Marathonlauf der Frauen bei den Leichtathletik-Weltmeisterschaften 2022 wurde am 18. Juli 2022 auf einem Rundkurs in der Stadt Eugene in den Vereinigten Staaten ausgetragen.
Weltmeisterin wurde die Äthiopierin Gotytom Gebreslase. Sie gewann vor der Kenianerin Judith Korir. Bronze ging an Lonah Chemtai Salpeter aus Israel.

## Rekorde

### Bestehende Rekorde
| Weltrekord               | 2:15:25 h | Paula Radcliffe | London-Marathon 2003, Großbritannien | 13. April 2003  |
| Weltmeisterschaftsrekord | 2:20:57 h | Paula Radcliffe | WM Helsinki, Finnland                | 14. August 2005 |

### Rekordverbesserungen
Im Wettbewerb am 18. Juli wurde der WM-Rekord verbessert und darüber hinaus gab es zwei neue Landesrekorde.
- Meisterschaftsrekord:
  - 2:18:11 h – Gotytom Gebreslase, Äthiopien
- Landesrekorde:
  - 2:20:29 h – Nazret Weldu, Eritrea
  - 2:31:10 h – Beverly Ramos, Puerto Rico

## Durchführung
In diesem Wettbewerb gab es keine Vorrunde, alle 40 Teilnehmerinnen traten gemeinsam zum entscheidenden Rennen an.

## Ergebnis

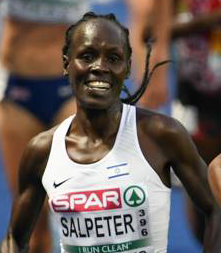
Bronzemedaillengewinnerin Lonah Chemtai Salpeter

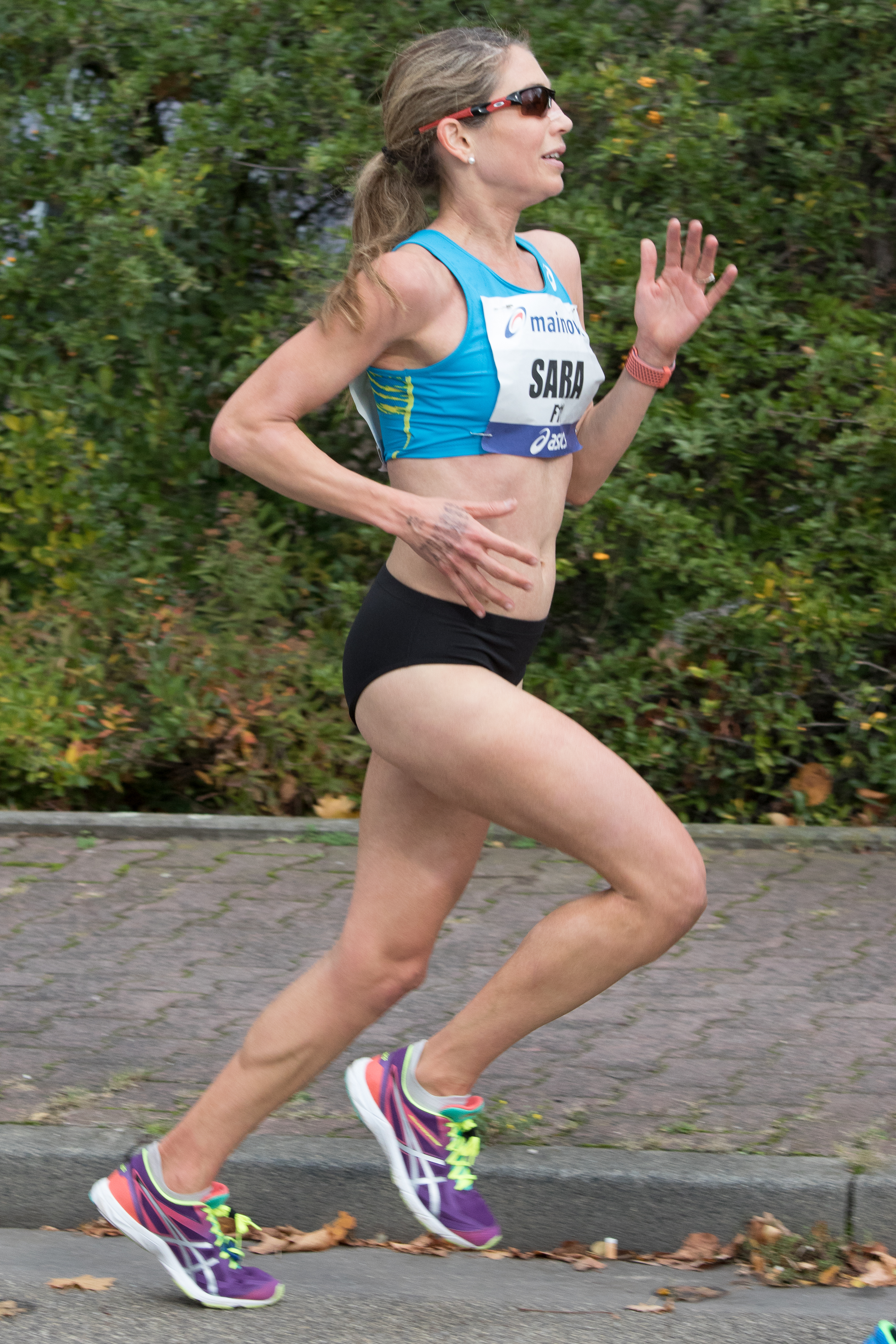
Die fünftplatzierte Sara Hall

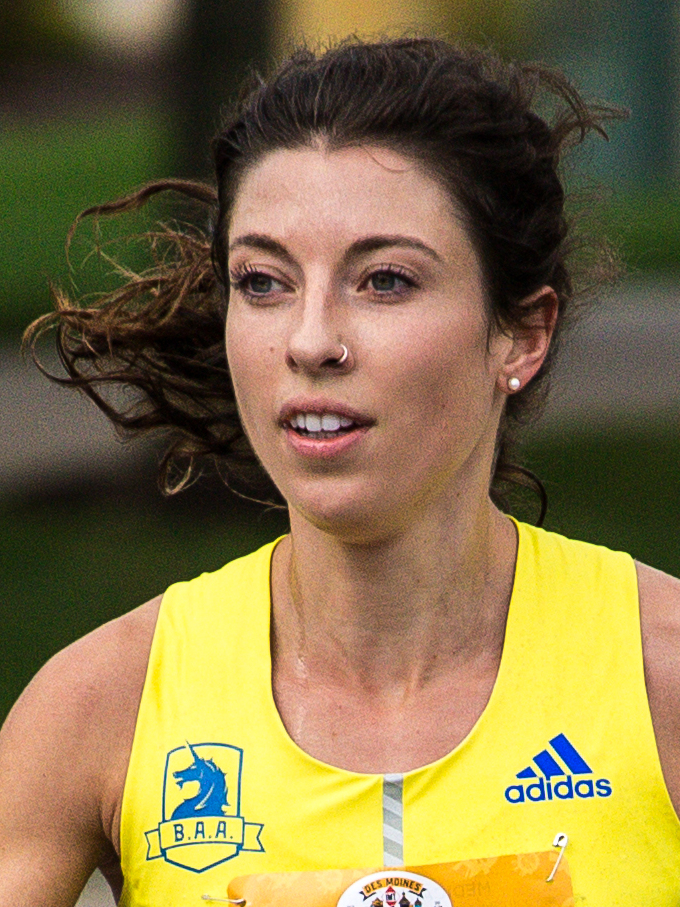
Emma Bates – Rang sieben

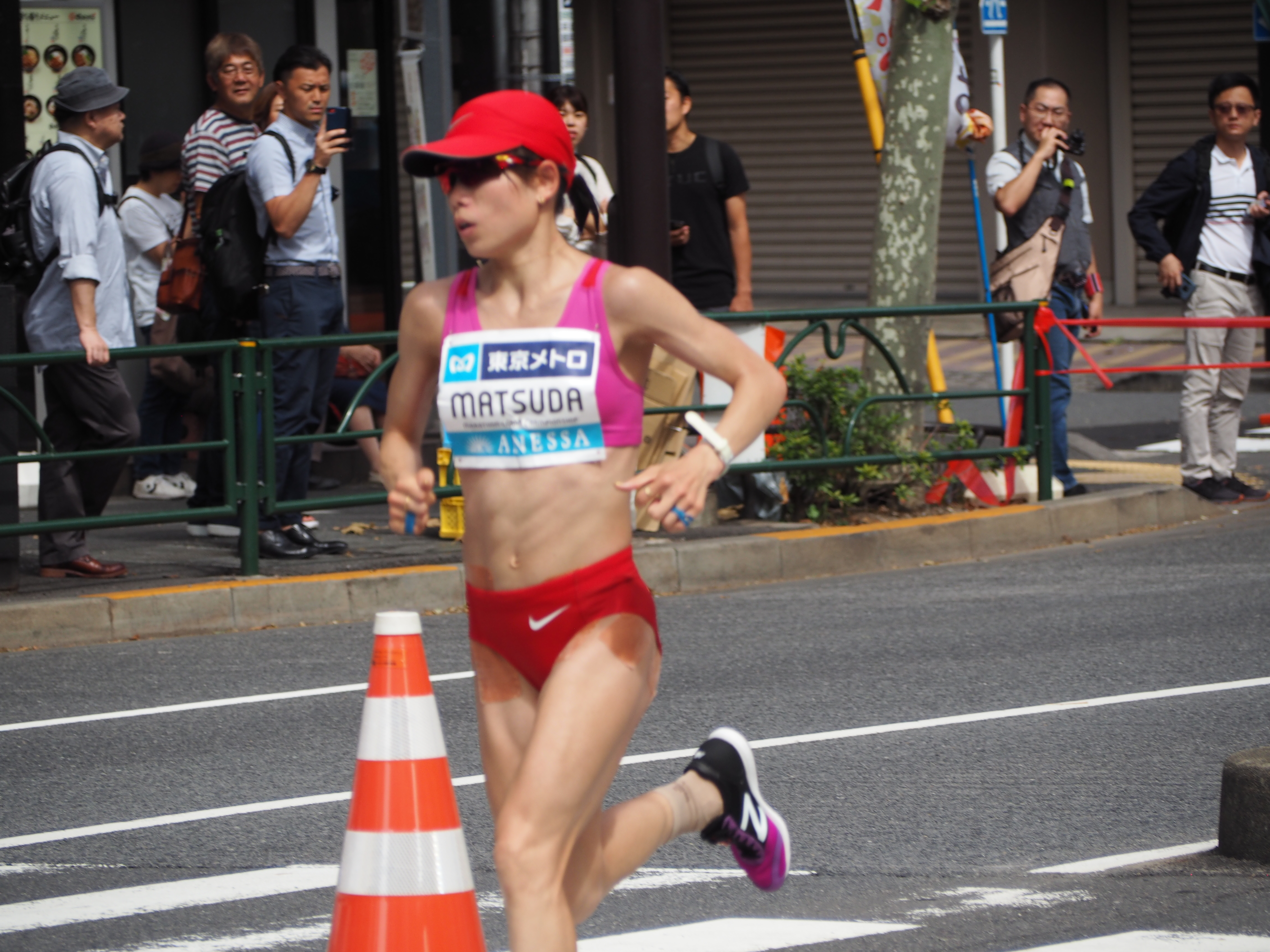
Mizuki Matsuda belegte Rang neun

18. Juli 2022, 6:14 Uhr Ortszeit (15:14 Uhr MESZ)
| Platz | Name                     | Nation              | Zeit (min) |
| ----- | ------------------------ | ------------------- | ---------- |
| 1     | Gotytom Gebreslase       | Äthiopien           | 2:18:11 CR |
| 2     | Judith Korir             | Kenia               | 2:18:20    |
| 3     | Lonah Chemtai Salpeter   | Israel              | 2:20:18    |
| 4     | Nazret Weldu             | Eritrea             | 2:20:29 NR |
| 5     | Sara Hall                | USA                 | 2:22:10    |
| 6     | Angela Tanui             | Kenia               | 2:22:15    |
| 7     | Emma Bates               | USA                 | 2:23:18    |
| 8     | Keira D’Amato            | USA                 | 2:23:34    |
| 9     | Mizuki Matsuda           | Japan               | 2:23:49    |
| 10    | Citlali Cristian         | Mexiko              | 2:26:33    |
| 11    | Zhang Deshun             | Volksrepublik China | 2:28:11    |
| 12    | Jess Piasecki            | Großbritannien      | 2:28:41    |
| 13    | Leslie Sexton            | Kanada              | 2:28:52    |
| 14    | Sarah Klein              | Australien          | 2:30:10    |
| 15    | Miliza Mirtschewa        | Bulgarien           | 2:30:20    |
| 16    | Alisa Vainio             | Finnland            | 2:30:29    |
| 17    | Tereza Hrochová          | Tschechien          | 2:30:39    |
| 18    | Risper Gesabwa           | Mexiko              | 2:30:47    |
| 19    | Mieke Gorissen           | Belgien             | 2:31:06    |
| 20    | Beverly Ramos            | Puerto Rico         | 2:31:10 NR |
| 21    | Zhanna Mamazhanova       | Kasachstan          | 2:31:15    |
| 22    | Li Zhixuan               | Volksrepublik China | 2:31:20    |
| 23    | Maor Tiyouri             | Israel              | 2:31:54    |
| 24    | Hanna Lindholm           | Schweden            | 2:32:08    |
| 25    | Carolina Wikström        | Schweden            | 2:32:24    |
| 26    | Kinsey Middleton         | Kanada              | 2:32:56    |
| 27    | Élissa Legault           | Kanada              | 2:37:35    |
| 28    | Adrijana Pop Arsova      | Nordmazedonien      | 2:41:20    |
| 29    | Yiu Kit Ching            | Hongkong            | 2:43:13    |
| 30    | Bajartsogtyn Mönchdsajaa | Mongolei            | 2:46:09    |
| 31    | Chun-yu Tsao             | Chinesisch Taipeh   | 2:47:02    |
| 32    | Aydee Huaman             | Peru                | 3:04:16    |
| DNF   | Ashete Bekere            | Äthiopien           |            |
| DNF   | Andrea Bonilla           | Ecuador             |            |
| DNF   | Rosa Chacha              | Kolumbien           |            |
| DNF   | Immaculate Chemutai      | Uganda              |            |
| DNF   | Ruth Chepngetich         | Kenia               |            |
| DNF   | Rose Harvey              | Großbritannien      |            |
| DNF   | Charlotte Purdue         | Großbritannien      |            |
| DNF   | Ababel Yeshaneh          | Äthiopien           |            |
| DNS   | Hitomi Niiya             | Japan               |            |

| Zwischenzeiten      | Zwischenzeiten | Zwischenzeiten                                                                                               | Zwischenzeiten |
| Zwischenzeit- Marke | Zwischenzeit   | Führende | 5-km-Zeit      |
| ------------------- | -------------- | --- | -------------- |
| 5 km                | 16:10 min      | Ruth Chepngetich mit 8-köpfiger Spitzengruppe                                                                | 16:10 min      |
| 10 km               | 32:39 min      | Ruth Chepngetich mit 8-köpfiger Spitzengruppe                                                                | 16:29 min      |
| 15 km               | 49:29 min      | Angela Tanui mit 8-köpfiger Spitzengruppe                                                                    | 16:50 min      |
| 20 km               | 1:05:36 h00    | Gebreslase, Yeshaneh, Korir / Tanui 3 s zurück / Weldu, Salpeter 13 s zur. / Bekere 15 s zur.                | 16:07 min      |
| 25 km               | 1:22:04 h00    | Gebreslase, Korir, Yeshaneh, Tanui / Salpeter, Weldu 24 s zur. / Bekere 47 s zur.                            | 16:28 min      |
| 30 km               | 1:38:08 h00    | Korir, Gebreslase / Tanui, Yeshaneh 27 s zur. / Salpeter, Weldu 1:02 min zur.                                | 16:04 min      |
| 35 km               | 1:54:41 h00    | Korir, Gebreslase / Salpeter, Weldu 1:15 min zur. / Tanui 1:27 min zur. / Hall 2:37 min zur.                 | 16:33 min      |
| 40 km               | 2:11:17 h00    | Korir, Gebreslase / Salpeter, 1:34 min zur. / Weldu 1:42 min zur. / Tanui 3:06 min zur. / Hall 3:19 min zur. | 16:36 min      |

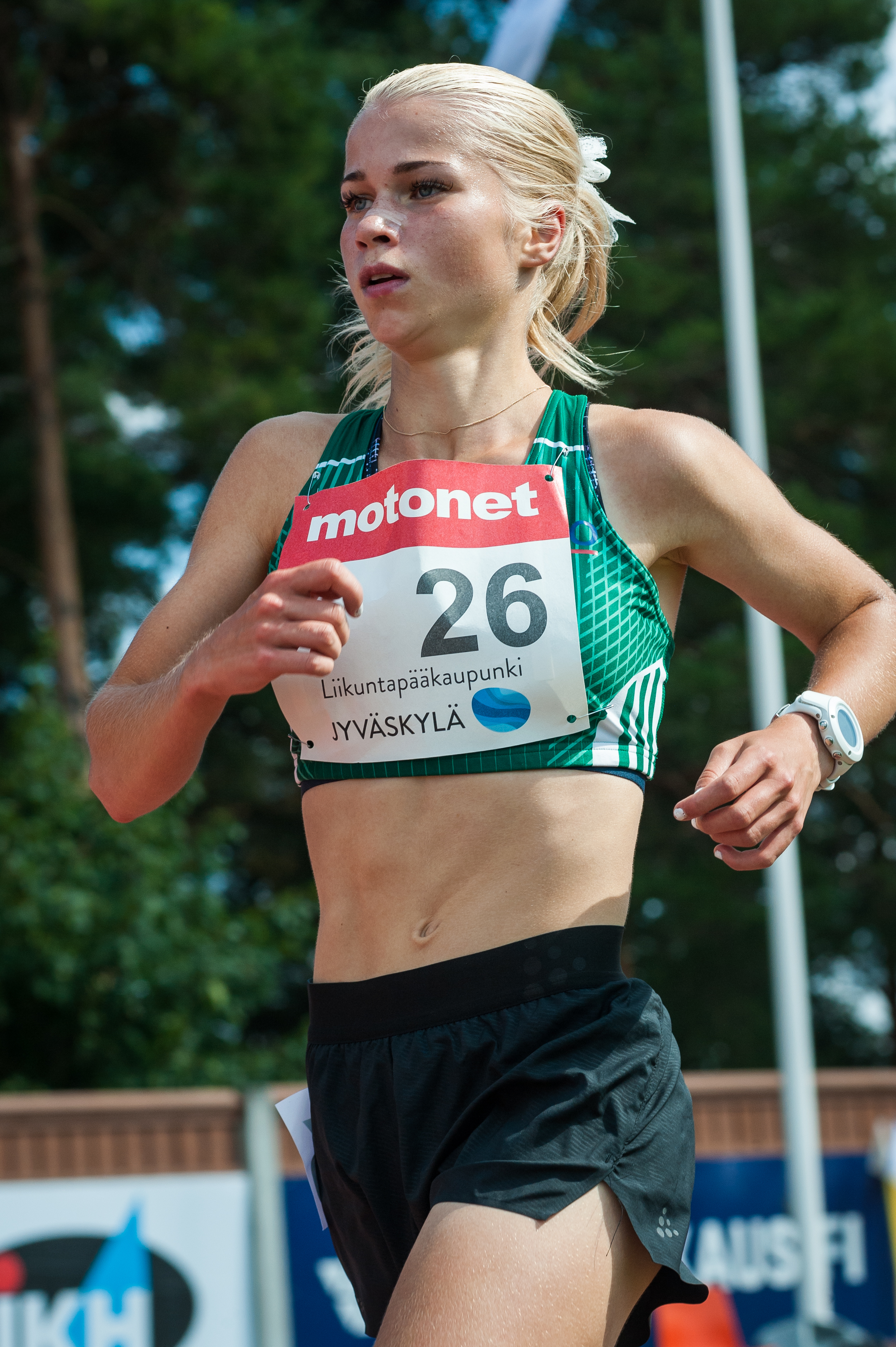
Alisa Vainio kam auf den sechzehnten Platz
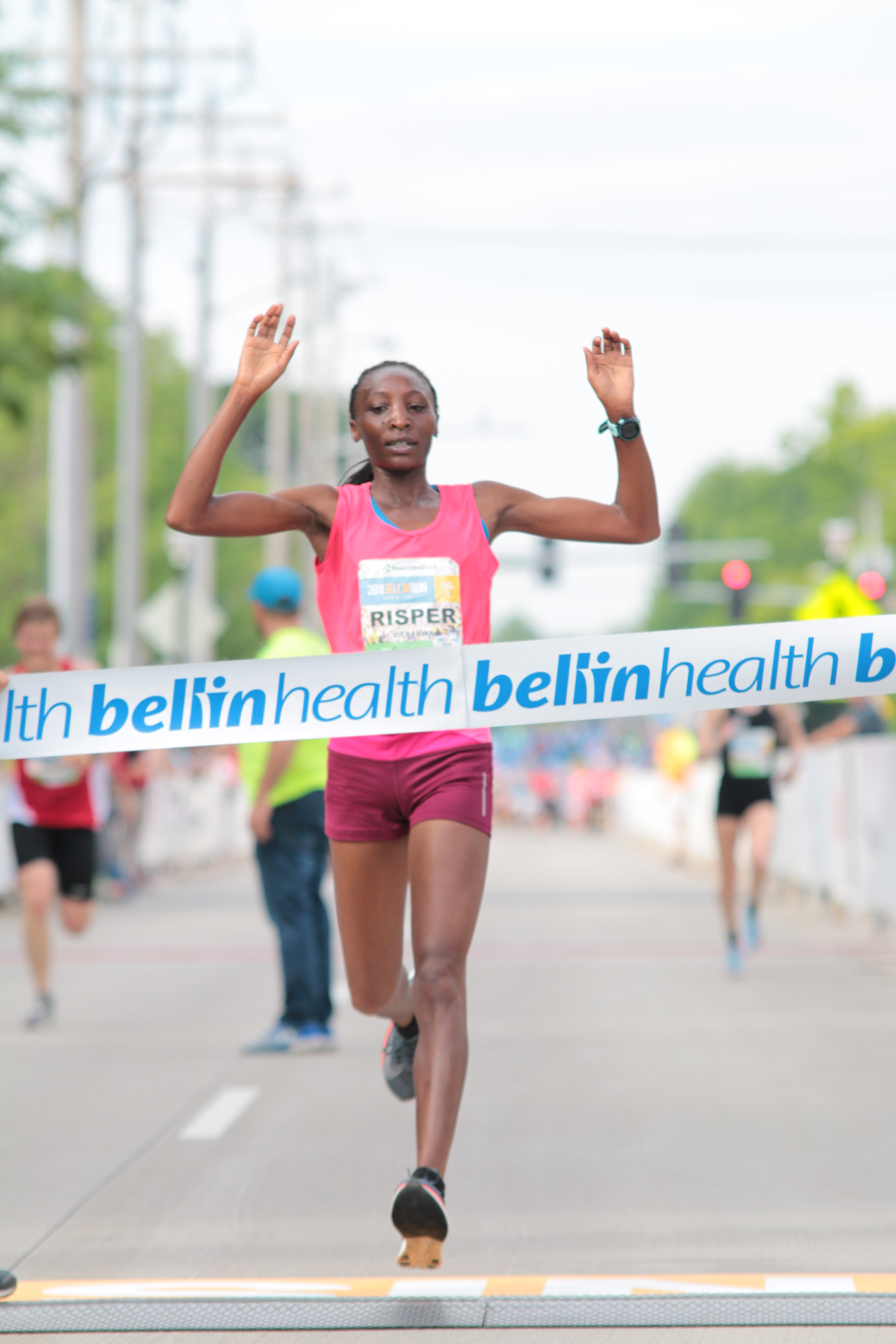
Risper Gesabwa erreichte Platz achtzehn
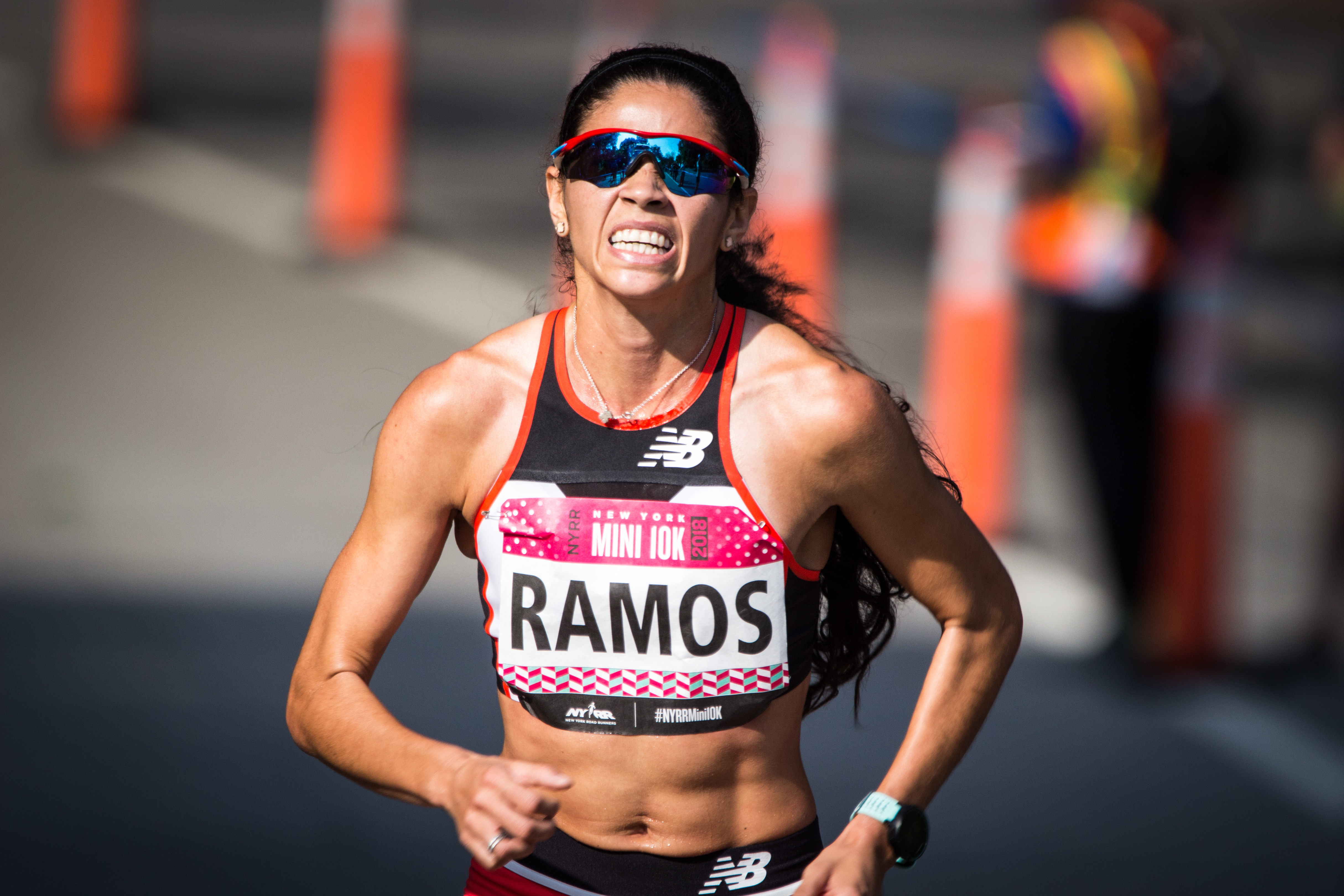
Beverly Ramos wurde Zwanzigste mit neuem Landesrekord für Puerto Rico
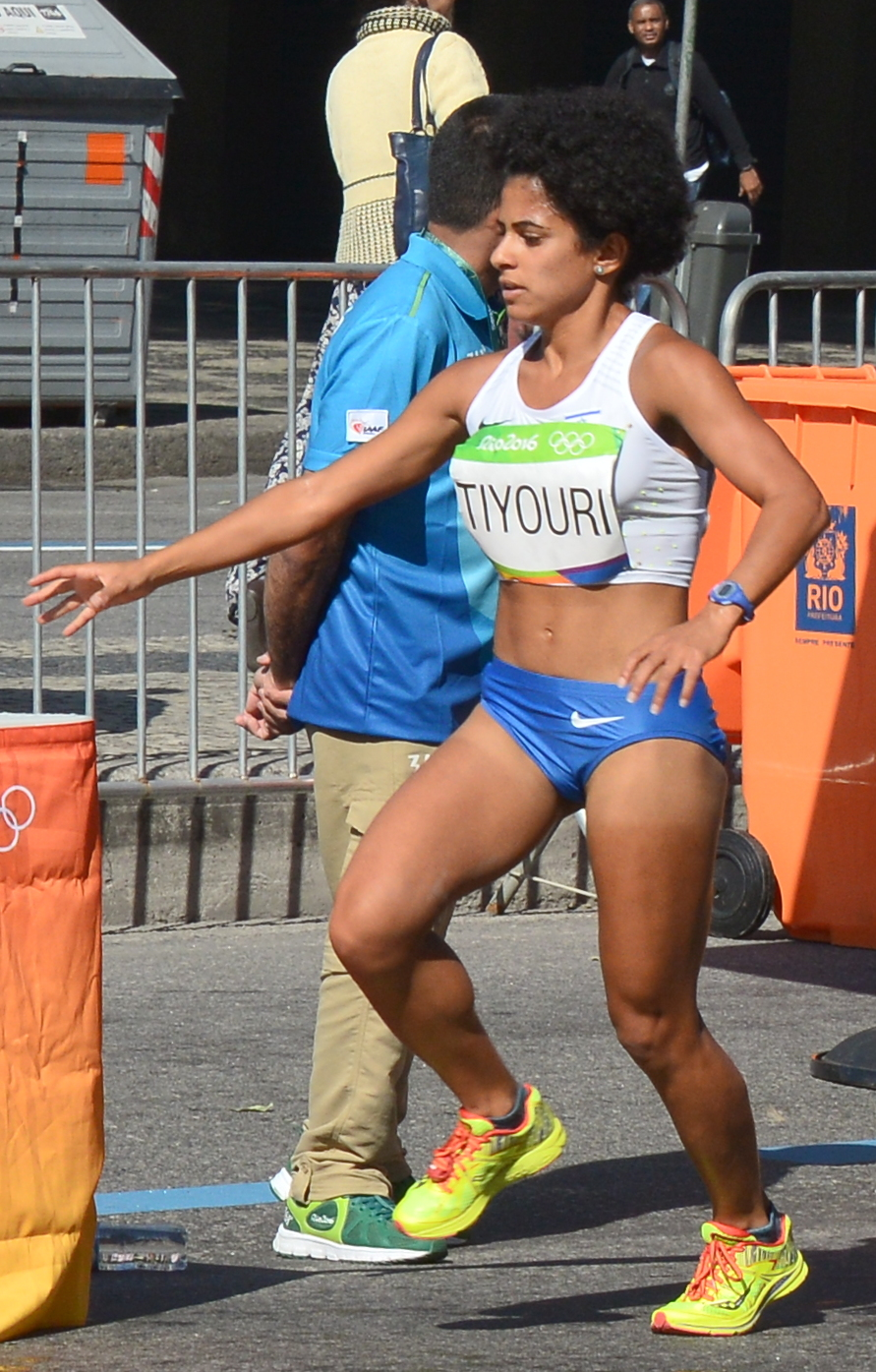
Platz 21 für Maor Tiyouri

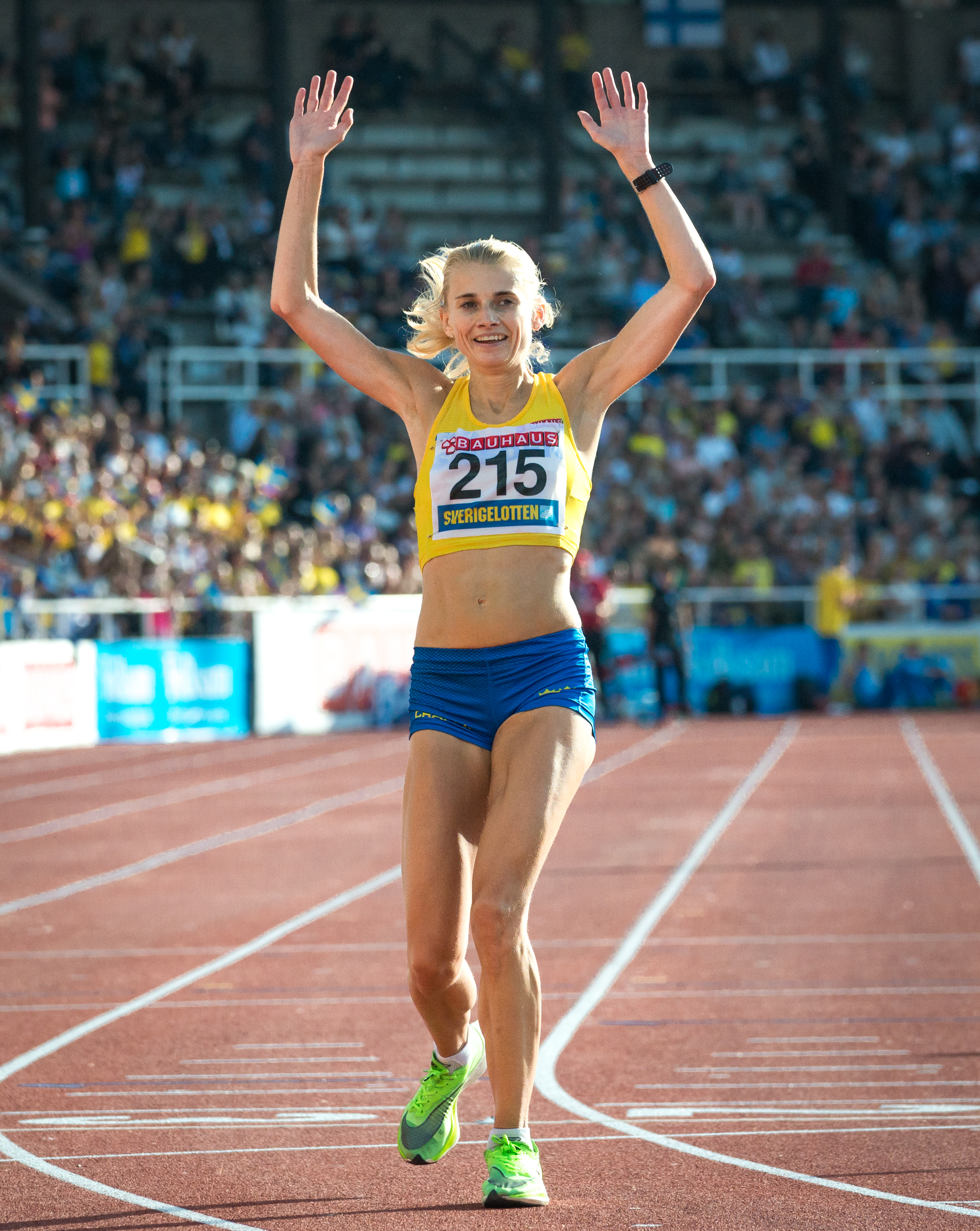
Hanna Lindholm – Rang 24
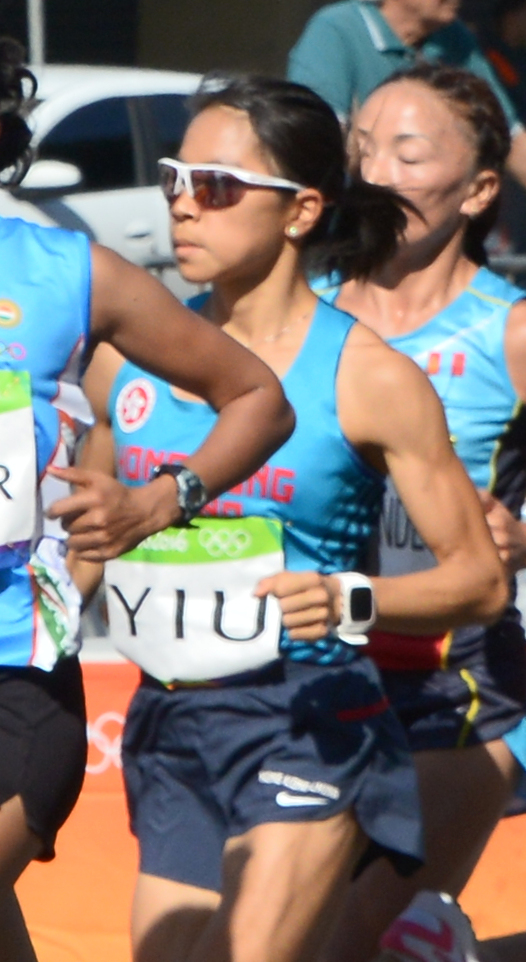
Yiu Kit Ching – Rang 29
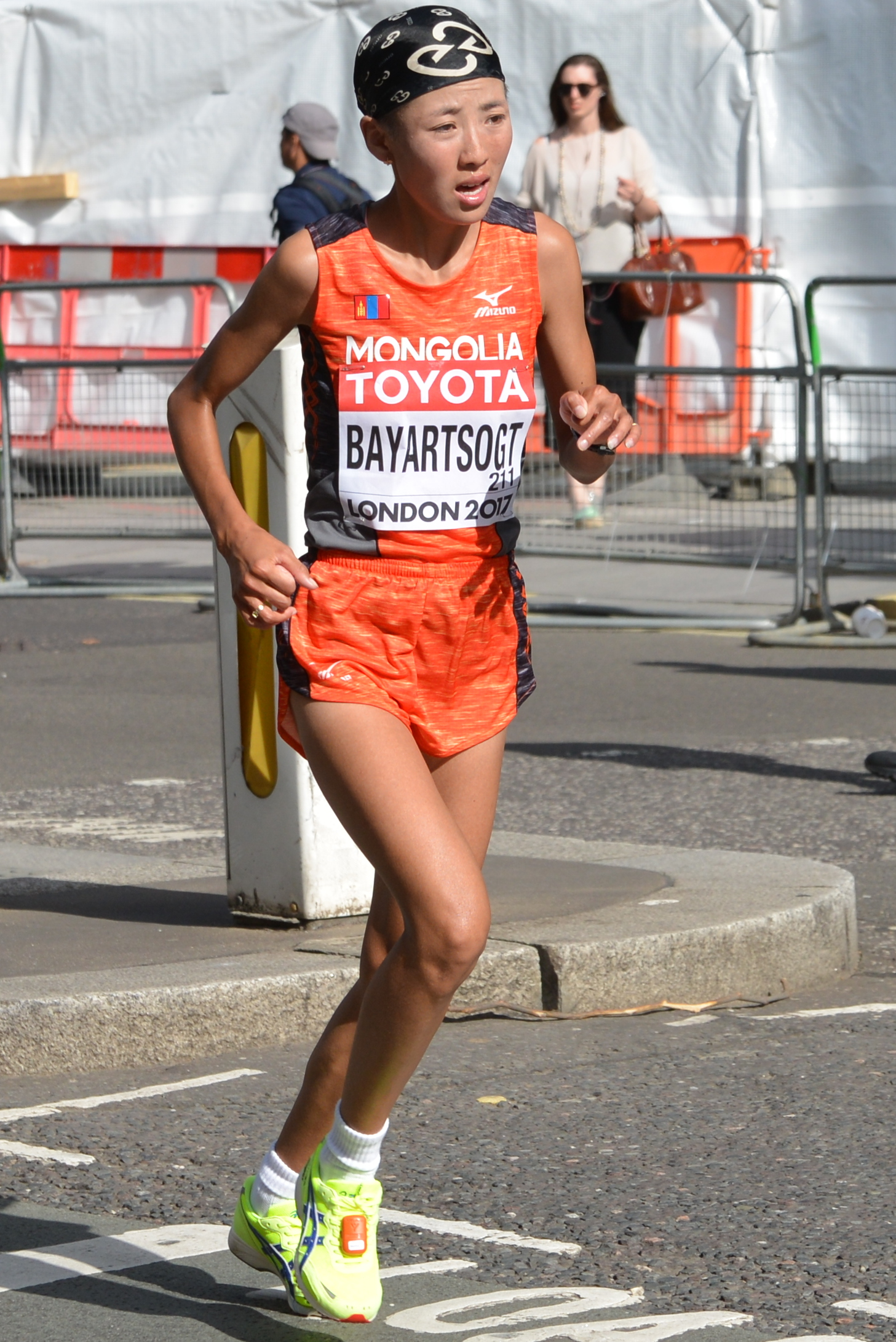
Bajartsogtyn Mönchdsajaa – Rang dreißig

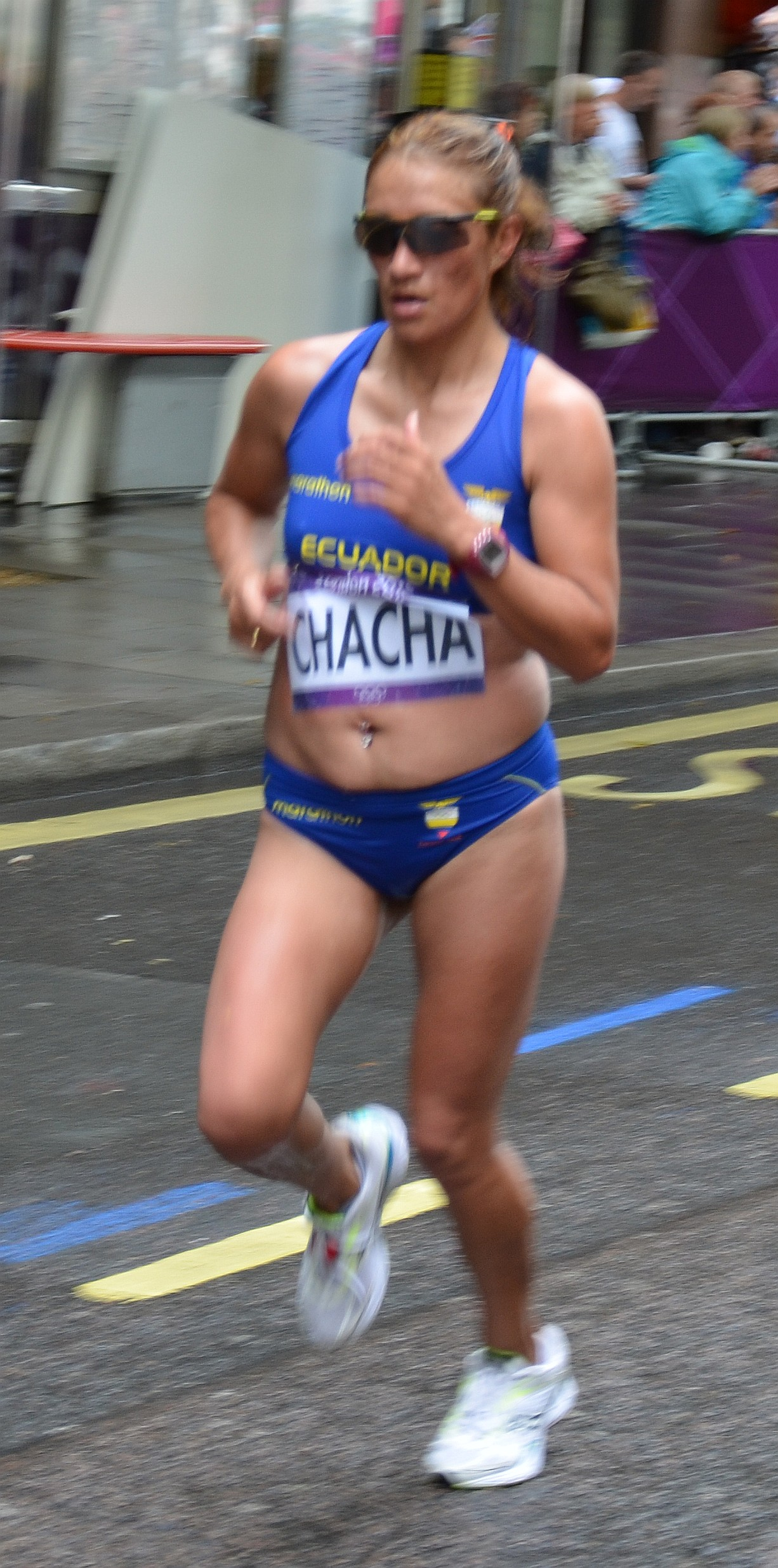
Rosa Chacha – Rennen nicht beendet
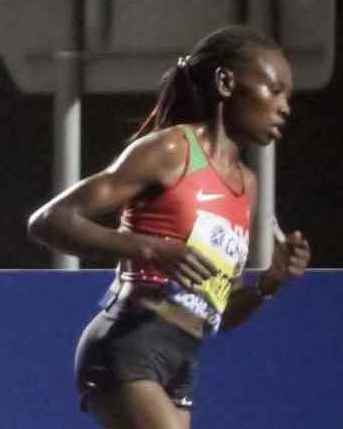
Ruth Chepngetich – Rennen nicht beendet
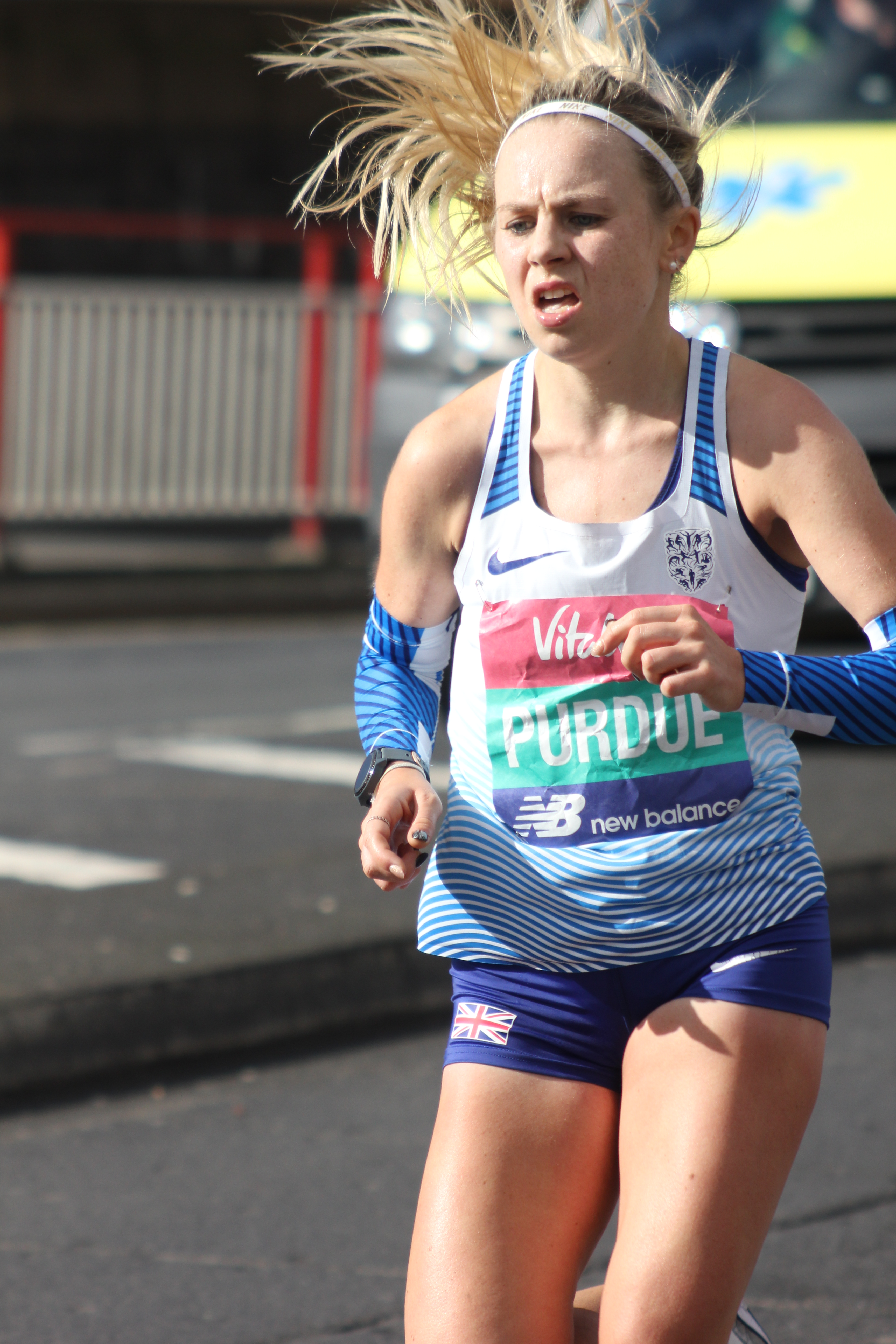
Charlotte Purdue – Rennen nicht beendet
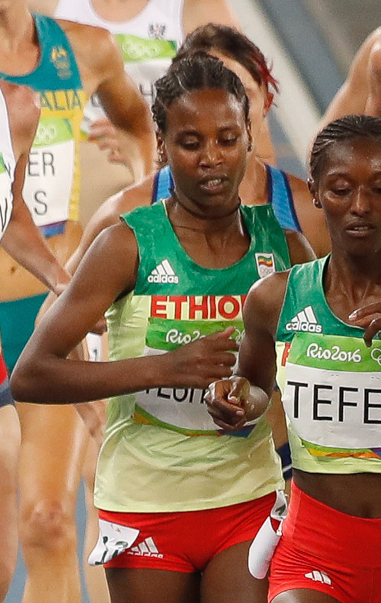
Ababel Yeshaneh – Rennen nicht beendet

## Video
- Women's Marathon world Athletics championships Eugene, Oregon, youtube.com, abgerufen am 21. August 2022